# Demonax mustela
Demonax mustela är en skalbaggsart som först beskrevs av Francis Polkinghorne Pascoe 1858.  Demonax mustela ingår i släktet Demonax och familjen långhorningar. Inga underarter finns listade i Catalogue of Life.